# Abercrombie & Fitch
Abercrombie & Fitch (A&F) è una famosa casa di moda statunitense, fondata a Manhattan il 4 giugno 1892 da David T. Abercrombie. Conta quattro marchi: Abercrombie & Fitch, Abercrombie Kids, Hollister Co. e Gilly Hicks. La società è focalizzata principalmente sulla moda casual giovanile. I punti vendita totali sono oltre un migliaio, di cui i nove decimi sono localizzati negli Stati Uniti. La casa ha il suo quartiere generale a New Albany, sobborgo di Columbus, in Ohio, e possiede anche un ufficio internazionale a Milano.
La società è stata oggetto di controversie e cause legali, venendo accusata di discriminazione e di promuovere campagne basate sulla sessualità adolescenziale e sull'elitismo sociale.
Tra le personalità che hanno indossato almeno occasionalmente capi di abbigliamento di Abercrombie & Fitch vi sono Teddy Roosevelt,
Amelia Earhart,
Greta Garbo, Clark Gable,
John Steinbeck, John F. Kennedy

## Storia
L'azienda Abercrombie & Fitch venne fondata il 4 giugno 1892 dall'imprenditore David T. Abercrombie in un sobborgo di Manhattan, a New York, insieme all'avvocato Ezra Fitch, che divenne uno dei suoi clienti abituali. L'azienda mosse i suoi primi passi come fornitore di materiale ed abbigliamento sportivo ed escursionistico, fino a che, nel 1976, Abercrombie & Fitch aprì il suo primo negozio a Madison Avenue.
 Nel 1978 l'imprenditore Jake Oshman acquistò l'azienda per un valore di 1.5 milioni di dollari e la lanciò sul mercato nazionale come marchio di abbigliamento di livello, facendogli acquistare molta popolarità e aprendo vari punti vendita a Beverly Hills, Houston, Dallas e New York.
 Nel 1988 venne comprata dalla The Limited e affidata a Michael F. Jeffries, che ne rimarrà presidente e amministratore delegato fino al suo licenziamento, avvenuto il 9 dicembre 2014. Dal 1990 l'azienda ha mirato soprattutto alla realizzazione di vestiti per giovani, prima sotto la The Limited e poi come una società separata e quotata in borsa; e alla fine crebbe come una delle più grandi aziende di abbigliamento degli Stati Uniti d'America.
Nel primo decennio del XXI secolo i giovani, provati dalla crisi economica, iniziarono a prendere come punto di riferimento marchi di moda veloci e a basso prezzo, come H&M e Forever 21: a causa di ciò, Abercrombie & Fitch risentì fortemente degli effetti della Grande recessione, tanto che il 9 dicembre 2014 l'amministratore delegato della società Mike Jeffries si licenziò.
Negli ultimi anni, per combattere la forte concorrenza dei nuovi marchi di moda più economici e disponibili, Abercrombie & Fitch ha annunciato l'avvio di grandi novità per cambiare la sua immagine, tra cui l'eliminazione di immagini promozionali a sfondo sessuale su buste, carte regalo e nelle vetrate dei negozi. Ancora oggi, l'azienda sta cercando di cambiare il suo codice di abbigliamento, rendendolo più individualista.
 A partire dal maggio 2015, l'azienda è riuscita a creare un proprio logo, ormai conosciuto e apprezzato in tutto il mondo. Inoltre, i modelli hanno ottenuto la possibilità di indossare prodotti senza alcun logo che seguano però lo stile stagionale della casa.
Il principale negozio dell'azienda si trova a Manhattan, New York;
ulteriori punti vendita si trovano negli Stati Uniti, in Canada e, dal 2007 in molte città d'Europa.

### Immagine e popolarità

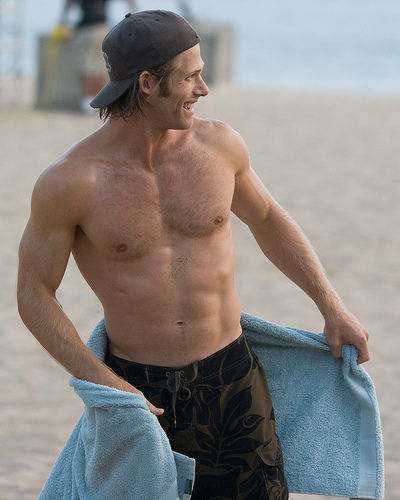
Chris Carmack durante un servizio fotografico per Abercrombie & Fitch.

Abercrombie & Fitch è famosa in tutto il mondo per l'utilizzo di modelli, principalmente uomini, selezionati in base al loro aspetto fisico, in modo che esso sia conforme allo stereotipo del perfetto giovane americano bello e atletico. Per questo, l'azienda organizza ogni anno veri e propri casting all'esterno dei suoi più grandi magazzini negli Stati Uniti e a Londra per i modelli che aspirano a diventare il nuovo volto della casa Abercrombie & Fitch. Seguono poi due sessioni di servizi fotografici, che vengono poi sponsorizzati online sul sito ufficiale Abercrombie.com, da cui vengono scelte le foto dei modelli ritenuti più "belli" dal pubblico.
Hollister Co. è caratterizzato dalla classica facciata, che ricorda le capanne e le abitazioni tipiche della California del sud, contornata da schermi ritraenti le onde del mare che si infrangono sulla spiaggia di Malibù. Appena entrati, si viene subito investiti da un'atmosfera richiamante le spiagge americane: all'interno del negozio si nota subito la caratteristica musica, riprodotta a volume piuttosto alto e ricavata da playlist scelte da brani musicali stile Anni Sessanta; nell'aria si avverte la presenza di profumo appena spruzzato, e il negozio è relativamente buio, salvo le lampade puntate solo sui capi.
 Solitamente, la struttura è formata da due piani: uno in cui si trova un mini-soggiorno con alcune poltrone e ganci dove appendere i vestiti, e da cui parte una larga scala a chiocciola che porta al piano superiore, dove si trova la maggior parte dei capi esposti.
Abercrombie & Fitch si distingue soprattutto per lo stile fresco e giovanile dei suoi capi di abbigliamento, che rispecchiano l'idea dell'estate e del divertimento tipico dei classici film cult americani.

## Controversie

### Pubblicità
La società ha ricevuto molte critiche negative per le sue pubblicità, ritenute fin troppo provocatorie. Abercrombie & Fitch è stata accusata di promuovere campagne basate sulla sessualizzazione pre-adolescenziale, ad esempio vendendo tanga ammiccanti per la fascia dei 10 anni e bikini imbottiti per bambine di 7 anni.

### Creazione di falsi accessori
Nel 2005, il marchio Hollister Co. ha creato 360 esemplari non autorizzati di false tavole da surf firmate da Robb Havassy da utilizzare per abbellire alcuni suoi negozi. In risposta a ciò, Havassy chiese alla società un risarcimento danni di 1 miliardo di dollari, e poco dopo scrisse nella sua autobiografia: "Sono piuttosto lusingato che una società così grande sia stata così interessata ai miei pezzi di collezione. Questo significherà pure qualcosa".

### Discriminazioni religiose
Abercrombie & Fitch è stata accusata di discriminazioni religiose nei confronti di una dipendente in un negozio californiano Hollister Co., la quale è stata duramente criticata per aver indossato un hijab. La dipendente, studentessa universitaria musulmana, era stata assunta durante un colloquio di lavoro, durante la quale il datore le aveva riferito che non avrebbe potuto indossare gli abiti tradizionali della sua fede, compreso l'hijab. Il Council Islamic Relations fece subito causa ad Abercrombie & Fitch il 23 febbraio 2010; lo stesso episodio si era verificato nel settembre 2009 in Oklahoma.

### Razzismo
Nell'agosto 2012, l'azienda ha aperto un negozio a Seul, in Corea del Sud, e ha assunto alcuni modelli maschili per promuoverlo; uno di essi, durante i servizi fotografici, ha strizzato gli occhi fino ad assumere un aspetto simile a quello tipico della gente sudcoreana, mentre un altro fece il gesto del dito medio alle telecamere. Questo atteggiamento è stato definito profondamente razzista e offensivo dalla stampa asiatica nei confronti delle comunità orientali.

## Abercrombie & Fitch nel mondo

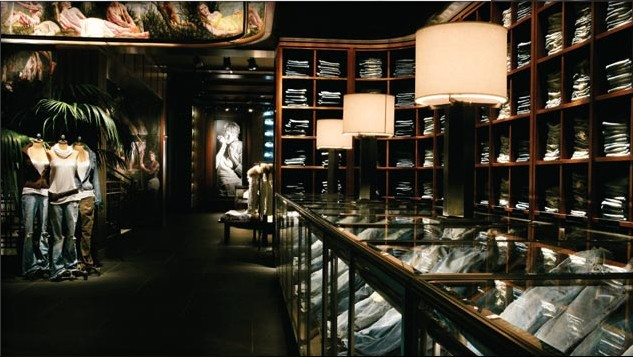
L'interno di un negozio di Abercrombie & Fitch a New York.

### Nordamerica
- Stati Uniti d'America (261 punti vendita)
- Canada (4 punti vendita a: Toronto, Etobicoke, Edmonton e Calgary)

### Europa
| Nazione     | Città                                                               |
| ----------- | ------------------------------------------------------------------- |
| Belgio      | Bruxelles                                                           |
| Danimarca   | Copenaghen                                                          |
| Francia     | Lione (dentro il centro commerciale Westfield Lyon Part-Dieu)       |
| Francia     | Nizza (dentro il centro commerciale Cap3000 a Saint-Laurent-du-Var) |
| Francia     | Parigi                                                              |
| Germania    | Amburgo                                                             |
| Germania    | Colonia                                                             |
| Germania    | Düsseldorf                                                          |
| Germania    | Francoforte sul Meno (dentro il centro commerciale "MyZeil")        |
| Germania    | Oberhausen                                                          |
| Germania    | Wolfsburg                                                           |
| Irlanda     | Dublino                                                             |
| Italia      | Arese (dentro il centro commerciale "Il Centro")                    |
| Paesi Bassi | Amsterdam                                                           |
| Regno Unito | Londra                                                              |
| Spagna      | Barcellona                                                          |
| Spagna      | Madrid                                                              |

### Asia
| Nazione       | Città       |
| ------------- | ----------- |
| Giappone      | Fukuoka     |
| Giappone      | Gotemba     |
| Giappone      | Tokyo       |
| Kuwait        | Kuwait City |
| Hong Kong     | Hong Kong   |
| Singapore     | Singapore   |
| Cina          | Chengdu     |
| Cina          | Shanghai    |
| Corea del Sud | Seul        |